# Bački Petrovac
Bački Petrovac (slovensky Báčsky Petrovec, maďarsky Petrőc) je město v Jihobačském okruhu ve Vojvodině, v Srbsku. Patří k významným centrum slovenské menšiny v Srbsku. Město má podle posledního sčítání lidu z roku 2002 6727 obyvatel, podle sčítání lidu z roku 1991 mělo 7236 obyvatel.
Obec se řadí mezi nejmenší ve Vojvodině. Její opštinu tvoří celkem čtyři sídla; kromě samotného města pod ni spadají ještě vsi Hložany, Kulpín a Maglić. První tři uvedená sídla mají jasnou slovenskou většinu, Maglić byl vesnicí původně německou, avšak po druhé světové válce sem byli dosídleni příslušníci jiných národností bývalé Jugoslávie.

## Historie
Nejstarší památka o Bačském Petrovci je z 14. století. V polovině století osmnáctého město začali osidlovat Maďaři, dále pak Slováci, kterých bylo několikanásobně více. Pro slovenskou komunitu v etnicky různorodé Vojvodině se stal Bački Petrovac jako největší město v slovensky souvisle osídlené oblasti přirozeným centrem. V 18. a 19. století se zde nacházelo velké Futocké panství, které se rozprostíralo nejen na území dnešní opštiny Bački Petrovac, ale i dále, do dalších obcí.
Po rozpadu Uherska a vzniku Jugoslávie došlo k rozvoji kulturního života jak Slováků, tak i Srbů. Bylo vybudováno gymnázium a začaly být tištěny časopisy. Přestal být protežován maďarský prvek, nicméně pouze dočasně. Po druhé vídeňské arbitráži byla většina Vojvodiny obsazena Maďarskem, včetně Bačského Petrovce. Město přispělo během druhé světové války, hlavně v rámci Novosadského partyzánského oddílu, a to až do osvobození v roce 1944. V 1944 byla v Bačském Petrovci zformována 14. vojvodinská brigáda, sestavená z branců slovenské národnosti.

## Osobnosti
- Michal Godra, slovenský básník, jazykovědec, publicista a učitel
- Ján Kvačala, slovenský evangelický duchovní, vysokoškolský učitel a církevní historik
- Andrej Sirácky, slovenský sociolog, filozof a politolog

## Partnerská města
- Babušnica, Srbsko
- Martin, Slovensko
- Nitra, Slovensko
- Ružomberok, Slovensko